# Liza Dalby
Liza Crihfield Dalby (1950.) je američka antropologinja i književnica specijalizirana za japansku kulturu.

## Biografija
Diplomirala je 1972. na Swarthmore Collegeu i doktorirala na Sveučilištu Stanford 1978. Naslov njezine disertacije je "Ustanovljenje moderne gejše u japanskom društvu". Po primitku doktorata prihvatila je svoj prvi posao profesora na Sveučilištu u Chicagu. Udana je za Michaela Dalbya, izvršnog direktora Stylus LLC. Imaju troje djece, Marie, Owen i Chloe, i žive u Berkeleyu, Kalifornija.
Godine 1975. otišla je u Japan zahvaljujući Fulbrightovoj stipendiji za istraživanje gejši. Njezina knjiga Gejša (snimljena kao američki Geisha) temelji se na njezinim iskustvima s gejšama zajednice u Kyoto's Pontochō.
Njezino jedinstveno iskustvo u zajednicama gejša dovelo ju je da služi kao konzultant za Arthur Goldena 2005. film Memoari jedne gejše, glumi Zhang Ziyi. 
Trenutno radi na romanu, Hidden Buddha.